# Elfenau-Park

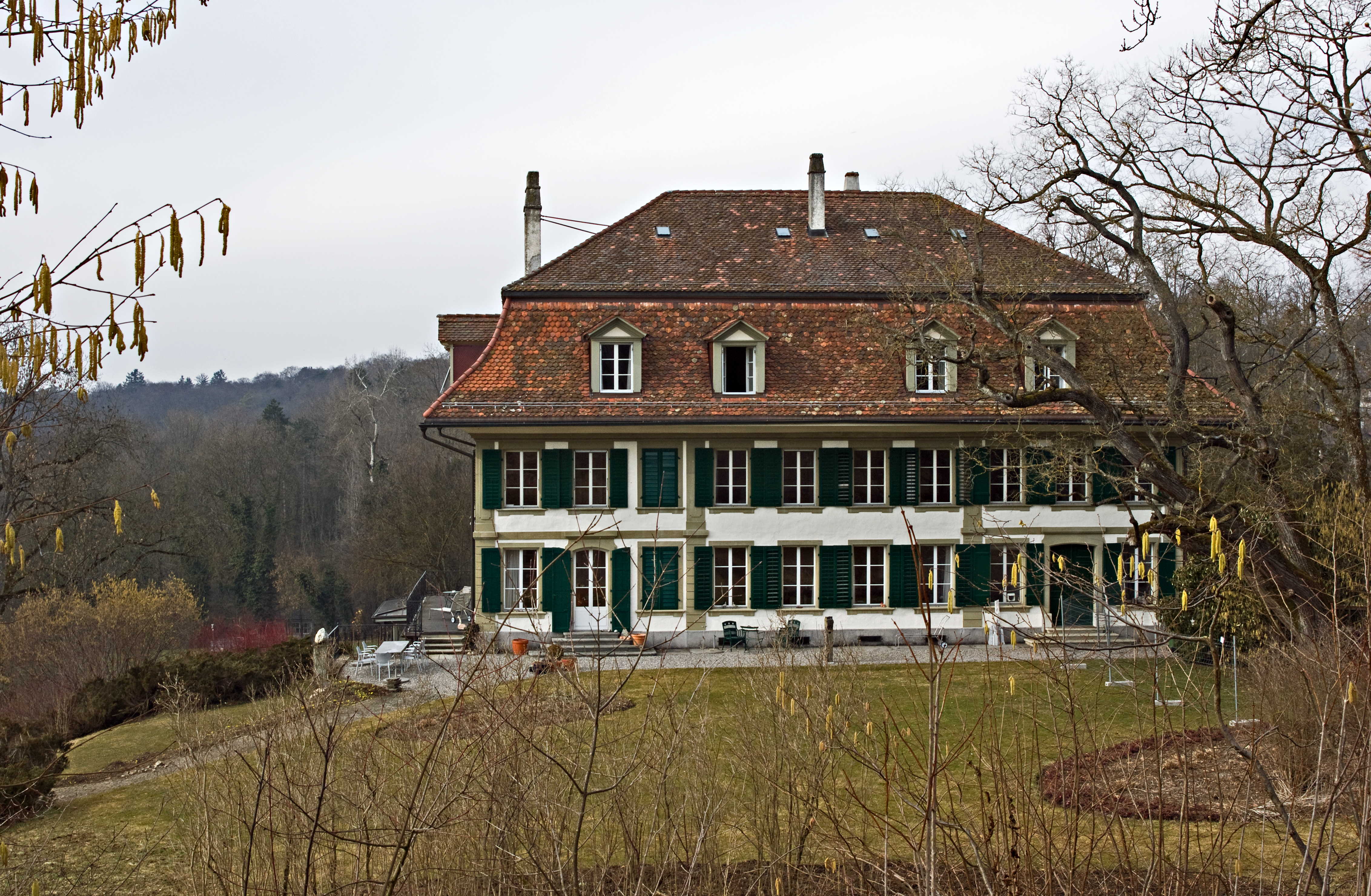
Herrenhaus im Elfenau-Park

Der Elfenau-Park ist ein Quartier der Stadt Bern. Es gehört zu den 2011 bernweit festgelegten 114 gebräuchlichen Quartieren und liegt im Stadtteil IV Kirchenfeld-Schosshalde, dort im statistischen Bezirk Brunnadern. Es grenzt an die Quartiere Elfenau/Brunnadern und das Dählhölzli. Im Westen bildet es die Stadtgrenze zu Muri.
Im Jahr 2022 waren 24 Einwohner im Quartier gemeldet.
Den Namen Elfenau ersann die russische Grossfürstin Anna Feodorowna, die um 1816 das Grundstück des Brunnaderngutes als Rückzugsort kaufte und dort ein Herrenhaus bauen liess. Dazu gehörten auch ein «Gesindehaus», eine grosse Scheune (heute die Grosse Orangerie) und eine Kutschenremise (heute Kleine Orangerie mit Café im Sommer), die um einen viereckigen Hof gebaut sind. Auch ein Landwirtschaftsbetrieb und eine Gutsgärtnerei gehörten dazu.
1918 ging die Elfenau an die Stadt Bern über, und 1928/29 wurden dort die «Betriebe Elfenau» der Stadtgärtnerei (heute «Stadtgrün Bern») eingerichtet. Das Herrenhaus gehört heute der Stadt Bern und dort zu den sogenannten herrschaftlichen Gemeindewohnungen. Ab 1970 wurden sie an Magistratspersonen des Bundes, des Kantons oder der Stadt vermietet. 2015 wurde diese Richtlinie der Vermietung formal abgeschafft.
Elfenau ist einer der wichtigsten Englischen Landschaftsparks der Schweiz aus dem frühen 19. Jahrhundert. Die Grosse Orangerie wird als Veranstaltungsort für Ausstellungen und Konzerte genutzt. Auch das «Gesindehaus» ist heute als Wohnhaus vermietet.

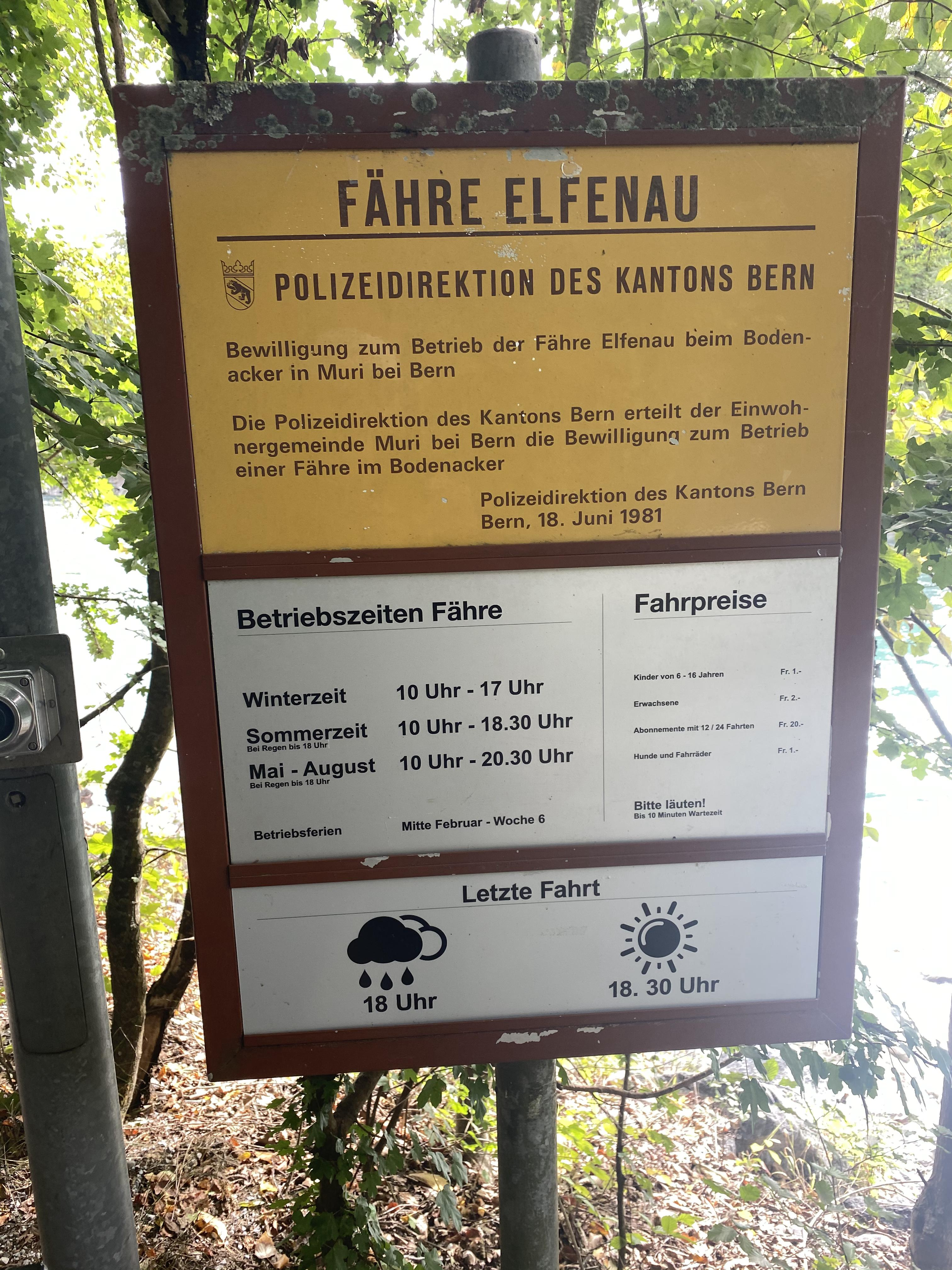
Fähre Elfenau-Bodenacker, Fahrplan

Im Tal führt der touristisch genutzte Aareuferweg entlang der Aare. Im Rahmen des Hochwasserschutzes durch Renaturierung wurden Verbreiterungen mit Seitenarmen unterhalb von Elfenau angelegt. Am westlichen Ende des Quartiers liegt an der Aare das Restaurant «Fähribeizli» mit der Fähre Bodenacker (auch Fähre Elfenau, siehe Bild), wo man übersetzen und auf den gegenüberliegenden Uferweg gelangen kann.